# 番匠義彰
番匠 義彰（ばんしょう よしあき、1922年5月13日 - 1992年4月12日）は、日本の映画監督。

## 経歴
東京都出身。父は鹿児島教会牧師や北陸学院短期大学学長を務めた番匠鉄雄。鹿児島県立第二鹿児島中学校 (旧制)（1940年=33回卒）を経て、1945年に早稲田大学文学部英文科卒業。大学在学中の1943年、松竹大船撮影所に助監督として入社。中村登の下で松竹大船に特徴的な映画技術や映画作法を習得。1955年、「かりそめの唇」で監督デビュー。特に喜劇を得意分野としたが、逆に情緒的・悲劇的作品においても評価を得た。1965年の「ウナ・セラ・ディ東京」をもって退社、フリーとなって活動の場をテレビ映画へ移した。

## 主な作品

### 映画
- 「かりそめの唇　前編・たそがれの過失、後編・幸福の岸」 - 1955年、松竹、出演：川喜多雄二、淡路恵子、監督デビュー作
- 「東京チャキチャキ娘」 - 1956年、松竹、出演：中村メイコ、日守新一、沢村貞子
- 「三羽烏再会す」 - 1956年、松竹、出演：大木実、川喜多雄二、渡辺文雄
- 「楽天夫人」 - 1956年、松竹、出演：淡島千景、大木実、佐野周二
- 「むすこ大学」 - 1956年、松竹、出演：石浜朗、日守新一、七浦弘子
- 「ここに幸あり　前編・誘惑の港、後編・花咲く朝」 - 1956年、松竹、出演：水原真知子、小山明子
- 「抱かれた花嫁」 - 1957年、松竹、出演：望月優子、大木実、有馬稲子
- 「母と子の窓」 - 1957年、松竹、出演：杉田弘子、田村高廣、高橋貞二
- 「近くて遠きは」 - 1957年、松竹、出演：佐分利信、杉村春子、石浜朗
- 「いとしい恋人たち」 - 1957年、松竹、出演：石浜朗、浦辺粂子、杉田弘子
- 「坊ちゃん」 - 1958年、松竹、出演：南原伸二、有馬稲子、伴淳三郎
- 「白い炎」 - 1958年、松竹、出演：高千穂ひづる、井上正彦、夏川静江
- 「新家庭問答」 - 1958年、松竹、出演：佐野周二、淡島千景、九条映子
- 「花嫁の抵抗」 - 1958年、松竹、出演：小山明子、田村高廣
- 「オンボロ人生」 - 1958年、松竹、出演：益田キートン、宮城まり子、佐田啓二
- 「素晴らしき十九才」 - 1959年、松竹、出演：津川雅彦、三井弘次、渡辺文雄
- 「三羽烏三代記」 - 1959年、松竹、出演：高橋貞二、佐田啓二、大木実
- 「空かける花嫁」 - 1959年、松竹、出演：有馬稲子、志村喬
- 「橋」 - 1959年、松竹、出演：笠智衆、福田公子、岡田茉莉子
- 「暴れん坊三羽烏」 - 1960年、松竹、出演：山本豊三、十朱幸代、佐野周二
- 「浮気のすすめ 女の裏窓」 - 1960年、松竹、出演：伴淳三郎、山下洵一郎、岩下志麻
- 「銀嶺の王者」 - 1960年、松竹、出演：トニー・ザイラー、富士栄清子、南原宏治
- 「恋とのれん」 - 1961年、松竹、出演：淡島千景、桑野みゆき、山下洵一郎
- 「渦」 - 1961年、松竹、出演：佐田啓二、岡田茉莉子
- 「ふりむいた花嫁」 - 1961年、松竹、出演：伴淳三郎、倍賞千恵子
- 「のれんと花嫁」 - 1961年、松竹、出演：津川雅彦、伴淳三郎、月丘夢路
- 「三人娘乾杯!」 - 1962年、松竹、出演：鰐淵晴子、岩下志麻、倍賞千恵子
- 「泣いて笑った花嫁」 - 1962年、松竹、出演：吉田輝雄、高峰三枝子、沢村貞子
- 「はだしの花嫁」 - 1962年、松竹、出演：鰐淵晴子、倍賞千恵子、月丘夢路
- 「クレージーの花嫁と七人の仲間」 - 1962年、松竹、出演：高千穂ひづる、倍賞千恵子、伴淳三郎
- 「見上げてごらん夜の星を」 - 1963年、松竹、出演：坂本九、榊ひろみ
- 「花の咲く家」 - 1963年、松竹、出演：佐田啓二、岩下志麻、岡田茉莉子
- 「明日の夢があふれてる」 - 1964年、松竹、出演：益田喜頓、鰐淵晴子、松山英太郎
- 「太陽を抱く女」 - 1964年、松竹、出演：真理明美、沢村貞子、佐野周二
- 「さまざまの夜」 - 1964年、松竹、出演：山形勲、沢村貞子、北林早苗
- 「ウナ・セラ・ディ東京」 - 1965年、松竹、出演：鰐淵晴子、園井啓介

### テレビ映画
- 「お嫁さん」第2シリーズ - 第7シリーズ（1967年 - 1970年、フジテレビ）
- 「影の車」 （1971年、フジテレビ）、出演：日色ともゑ、園井啓介
- 「弥次喜多隠密道中」（1971年 - 1972年、日本テレビ）、出演：尾上菊之助、目黒祐樹、岡田可愛
- 「白い滑走路」（1974年、TBS）、出演：田宮二郎、山本陽子
- 「加山雄三のブラック・ジャック」（1981年、テレビ朝日）、出演：加山雄三、秋吉久美子